# The Black Demon
Pour plus de détails, voir Fiche technique et Distribution.
The Black Demon (litt. « Le démon noir »), ou Marée noire au Québec, est un film mexico-américano-dominicain réalisé par Adrian Grunberg, sorti en 2023. Il s'inspire d'une légende mexicaine d'un mégalodon, un énorme requin préhistorique.

## Synopsis
Le pétrolier Paul Sturges, accompagné de sa femme et ses deux enfants profitant des vacances, arrive à Bahia Azul, situé à Cancún, pour une inspection d'une plate-forme pétrolière qui appartient à sa société. Lors d'une promenade en famille sur mer, ils s'approchent de la plate-forme en ruine, y visitent ensemble, et se trouvent soudain coincés avec les ouvriers apeurés par de nouvelles attaques d'un monstre : Paul doit mettre sa famille en sécurité et, avec les ouvriers, doit affronter un mégalodon, appelé « le démon noir » par les Mexicains,.

## Fiche technique
Sauf indication contraire, les informations mentionnées dans cette section peuvent être confirmées par la base de données cinématographiques IMDb,  présente dans la section « Liens externes ».
- Titre original et français : The Black Demon
- Titre espagnol : Demonio Negro
- Titre québécois : Marée noire[1]
- Réalisation : Adrian Grunberg
- Scénario : Boise Esquerra, d'après une histoire de Carlos Cisco
- Décors : Carlos Osorio
- Costumes : Leandra Fanas
- Photographie : Antonio Riestra
- Montage : Sam Baixauli et V. Manu Medina
- Production : Javier Chapa et Jon Silk
- Coproduction : Petr Jákl
- Production déléguée : Bruce Barshop, Phillip Braun, Vincent Cordero et Simon Wise (Mucho Mas Media), Arianne Fraser, Delphine Perrier et Henry Winterstern (Highland Film Group), JJ Caruth (The Avenue), Martin J. Barab (R.U. Robot)[2] et Walter Josten, Patrick Josten (Blue Rider Pictures)[6]
- Sociétés de production : Mucho Mas Media et Silk Mass ; R.U. Robot (coproduction)
- Société de distribution : Diamond Films (Mexique)
- Pays de production :  Mexique,  États-Unis,  République dominicaine
- Langue originale : anglais
- Format : couleur
- Genre : Horreur, science-fiction et thriller
- Durée : 100 minutes
- Dates de sortie :
  - États-Unis : 28 avril 2023
  - Mexique : 25 mai 2023
  - Québec : 27 juin 2023[1]
  - France : 29 août 2023 (Paramount+)[7]

## Distribution
- Josh Lucas (VQ : Patrice Dubois) : Paul Sturges
- Fernanda Urrejola (VQ : Éloisa Cervantes) : Ines Sturges
- Julio Cesar Cedillo (VQ : Louis-Philippe Dandenault) : Chato
- Jorge A. Jimenez : Junior
- Héctor Jiménez (es) : Chocolatito
- Raúl Méndez : El Rey
- Edgar Flores (es) : Crazy Eyes
- Venus Ariel (VQ : Marguerite D'Amour) : Audrey Sturges
- Carlos Solórzano (VQ : Noé-Henri Rouillard) : Tommy Sturges
- Omar Chaparro (es) : un acolyte

## Production
En octobre 2021, Adrian Grunberg est annoncé en tant que réalisateur du film The Black Demon, écrit par Boise Esquerra, produit par Javier Chapa de la société de Mucho Mas Media et Jon Silk, de Silk Mass, aux côtés de Petr Jákl, de R.U. Robot.
En octobre 2021, Josh Lucas est désigné pour le rôle de Paul Sturges, un pétrolier qui, avec sa famille, affronte le requin géant, dans le film. En janvier 2022, Fernanda Urrejola et Julio Cesar Cedillo, ainsi que Jorge A. Jimenez, Héctor Jiménez, Raúl Méndez, Edgar Flores, Venus Ariel et Carlos Solórzano, se joignent à l'acteur.
Le tournage a lieu en décembre 2021, à la République dominicaine. Il y tourne également aux studios de Pinewood à Juan Dolio (en). Il s'achève en fin janvier 2022.

## Accueil

### Sortie
Le film sort le 28 avril 2023 aux États-Unis,, et le 25 mai au Mexique,.

### Critiques
Aux États-Unis, sur le site agrégateur de critiques Rotten Tomatoes, il obtient un score de 28 %, sur la base de 39 critiques.